# Getové

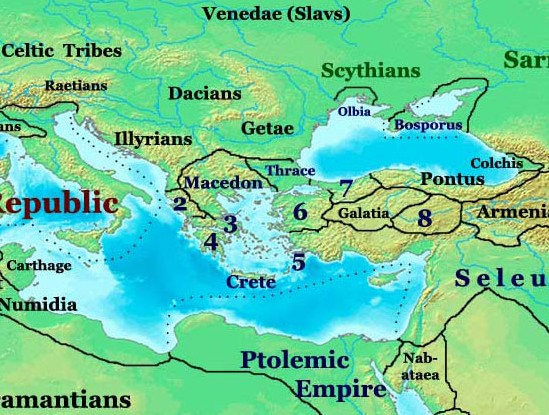
Balkán okolo roku 200 př. n. l., Getové znázorněni severně od Dunaje

Getové (Γεται, jednotné číslo Γετης; Getae) bylo řecké pojmenování pro několik thráckých kmenů, které ve starověku obývaly území na jihu dolního Dunaje, kde dnes leží sever Bulharska, a severu dolního Dunaje, v rovině Muntenia (dnešní jižní Rumunsko) a obzvláště v dnešní Dobrudži. Tato území spadala do okolí řeckých černomořských kolonií, což umožnilo kontakt mezi Gety a starými Řeky už v dávných dobách.
Mezi badateli je předmětem debat, zda Getové nebyli nějak příbuzní s Dáky nebo dokonce nešlo o samotné Dáky. Také se často objevuje označení Geto-Dákové. Antický zeměpisec Strabón uvádí, že Dákové a Getové hovořili stejným jazykem, a archeologie nepřímo podpořila jeho výrok důkazem o naprosté jednotnosti jejich hmotné kultury. Různá jména, jimiž jsou ve starověkých pramenech označováni, souvisí s tím, že dáko-getský národ se v době před politickým sjednocením rozpadal na četné kmeny, jako byli například Krobyzové a Trizové, a také Getové a Dákové, kteří byli patrně největšími kmeny.